# منطقه الباب
منطقه الباب (به عربی: منطقة الباب) یک منطقه در سوریه است که در استان حلب واقع شده‌است. منطقه الباب ۲۰۱٬۵۸۹ نفر جمعیت دارد.